# US Cheminots
Der Union Sportive des Cheminots, auch US Cheminots genannt, ist ein burkinischer Sportverein aus Bobo-Dioulasso.

## Geschichte
Der Verein konnte bisher keine nationale Titel gewinnen, spielt aber hauptsächlich in der Première Division (Burkina Faso). Anfang der 90er Jahre hatten sie ihre erfolgreichste Zeit, die 1992 mit der Qualifikation zum CAF Cup erfolgte. Dort scheiterte der Verein in der zweiten Spielrunde an den nigerianischen Verein Shooting Stars FC.

## Statistik in den CAF-Wettbewerben
| Wettbewerb   | Runde    | Gegner            | Hinspiel | Rückspiel |  |
| ------------ | -------- | ----------------- | -------- | --------- |  |
|              |          |                   |          |           |  |
| CAF Cup 1992 | 1. Runde | Djoliba AC        | 1:2 (A)  | 1:0 (H)   |  |
|              | 2. Runde | Shooting Stars FC | 1:1 (H)  | 0:3 (A)   |  |